# Vesna Pisarović
Vesna Pisarović, född 9 april 1978 i Brčko, Bosnien och Herzegovina, SFR Jugoslavien, är en kroatisk sångerska.
Pisarović växte upp i staden Požega i Kroatien och redan tidigt kom hon in på en musikskola där hon spelade flöjt, sjöng i körer och deltog i ett flertal olika musiktävlingar.
Under mitten av 1990-talet flyttade hon till Zagreb där hon fortsatte sin musikkarriär. Hon började sjunga på klubbar och att skriva egna låtar. År 1997 träffade hon Milana Vlaović under ett framträdande på festivalen Zadarfest. Han började då skriva låtar åt Pisarović.
År 2002 vann hon den kroatiska uttagningen till Eurovision Song Contest där hon även vann. Med låten Everything I want nådde hon en 11:e plats i tävlingen. Hon skrev även låten In the Disco för Bosnien och Hercegovina i Eurovision Song Contest 2004.

## Diskografi
- 2000 - Da znaš (Om du visste)
- 2001 - Za tebe stvorena (Gjord för dig)
- 2002 - Everything I want
- 2002 - Kao da je vrijeme (Som om det fanns tid)
- 2003 - Best of
- 2003 - Pjesma mi je sve (Sången är allt för mig)